# Peter August av Holstein-Beck
Peter August, hertig av Holstein-Beck, född 7 december 1696, död 22 mars 1775, son till Fredrik Ludvig av Holstein-Beck och Charlotta av Augustenburg. 
Han gifte sig 1723 med Sophie av Hessen-Philippsthal (1695-1728), med vilken han hade bl.a. sonen Karl Anton August, vars son Fredrik Karl Ludvig efterträdde sin farfar som hertig av Holstein-Beck. 1742 gifte Peter August om sig med grevinnan Natalja Nikolajevna Golovin (1724-1764).
Peter August blev farfars farfar till Kristian IX av Danmark.